# Brieuil-sur-Chizé
Brieuil-sur-Chizé település Franciaországban, Deux-Sèvres megyében. Lakosainak száma 99 fő (2022. január 1.). Brieuil-sur-Chizé Chizé, Secondigné-sur-Belle, Séligné, Villefollet és Villiers-sur-Chizé községekkel határos.

## Népesség
A település népességének változása:
| Lakosok száma | 111  | 114  | 121  | 123  | 123  | 123  | 124  | 111  | 99   |
|               | 2013 | 2015 | 2016 | 2017 | 2018 | 2019 | 2020 | 2021 | 2022 |